# Gottfried Münzenberg
Gottfried Münzenberg (Nordhausen, 17 marzo 1940 – Greifswald, 2 gennaio 2024) è stato un fisico tedesco.

## Biografia
Seguì i corsi di fisica presso l'Università di Gießen e l'Università di Innsbruck, completando poi i suoi studi all'Università di Gießen nel 1971. 
Nel 1976 si trasferì presso Darmstadt al dipartimento di chimica nucleare del centro di ricerca della Società per la ricerca di ioni pesanti allora diretto da Peter Armbruster dove giocò un ruolo primario nella costruzione dello SHIP (Separator of Heavy Ion Reaction Products).
Questa nuova apparecchiatura gli permise assieme al fisico Peter Armbruster la sintetizzazione e la scoperta degli elementi chimici Bohrio (Bh Z=107), Meitnerio (Mt Z=108), Hassio (Hs Z=109), Darmstadtio (Ds Z=110), Roentgenio (Rg Z=111) e Copernicio (formalmente chiamato eka-mercurio o ununbium) (Uub Z=112)
Tra i premi ricevuti, il premio Röntgen dato dall'Università di Giessen nel 1983 e, insieme a Sigurd Hoffmann, il premio Otto-Hahn dalla città di Francoforte-Main nel 1996.

## Opere
- Gottfried Münzenberg: "Stigmatisch fokussierendes Teilchenspektrometer mit Massen- und Energiedispersion", Ph.D. thesis, Giessen, 1971
- Gottfried Münzenberg, Mathias Schädel: "Moderne Alchemie: die Jagd nach den schwersten Elementen", Vieweg, 1996
- C.A. Bertulani, M.S. Hussein, G. Münzenberg: "Physics of radioactive beams", Nova Science Publ., Huntington, NY, 2001, ISBN 1590331419